# Samardo Samuels
Samardo Anthony Samuels (nacido el 9 de enero de 1989 en Trelawny, Jamaica) es un jugador de baloncesto jamaicano. Con 2,06 metros de estatura, juega en la posición de pívot. Actualmente forma parte de la plantilla de los Trotamundos de Carabobo de la Superliga Profesional de Baloncesto.

## Trayectoria deportiva

### High School
Samuels asistió al Saint Benedict's Preparatory School en Newark, New Jersey. Samuels, junto con su compañero Tristan Thompson, lideró a Saint Benedict's a un balance de 24 victorias y una derrota en la temporada 2007-08. Una vez finalizada la campaña, la escuela fue nombrada la segunda mejor del país y Samuels mejor jugador de instituto del año por USA Today. Samuels participó en el McDonald's All-American Game y en el Jordan Brand Classic, y promedió 24.2 puntos, 10.7 rebotes y 2.7 tapones por partido en su último año. Otros galardones que recibió fue el Gatorade Player of the Year de Nueva Jersey, y el MVP de tres torneos: City of Palms Classic, Bojangles' Shootout y Nike Super Six.

### Universidad
Samuel eligió la Universidad de Louisville por encima de Connecticut, Florida, Georgetown y Carolina del Norte. En los Cardinals disputó dos temporadas, la primera de ellas promediando 11.8 puntos y siendo incluido en el mejor quinteto de freshman de la Big East Conference. También fue premiado con el Rookie del Año en la Big East junto con Greg Monroe, de Georgetown. En su segunda y última campaña en la universidad lideró a los Cardinals en anotación (15.3) y rebotes (7.0).

#### Estadísticas
| Temporada | Equipo               | Partidos | Pts. | Reb. | Asts. | Rob. | Tap. | %TC  | %T3  | %TL  | Min. | Pér. |
| --------- | -------------------- | -------- | ---- | ---- | ----- | ---- | ---- | ---- | ---- | ---- | ---- | ---- |
| 2008–09   | Louisville Cardinals | 37       | 11.8 | 4.9  | 0.9   | 0.6  | 1.3  | .578 | .000 | .667 | 25.1 | 2.1  |
| 2009–10   | Louisville Cardinals | 33       | 15.3 | 7.0  | 1.2   | 0.6  | 1.1  | .524 | .000 | .706 | 29.3 | 2.5  |

### Profesional
No fue seleccionado por ningún equipo en el Draft de la NBA de 2010, aunque disputó la Liga de Verano de Las Vegas con Chicago Bulls, donde promedió 12.6 puntos y 7.4 rebotes por partido. El 17 de agosto de 2010 firmó un contrato de tres años con Cleveland Cavaliers.
Tras jugar con los Cleveland Cavaliers, las siguientes temporadas las disputaría en la NBA G League en las filas de Erie BayHawks, Canton Charge y Reno Bighorns.
En 2013, llega a Europa para jugar en las filas del Hapoel Jerusalem B.C. de la Ligat Winner.
Más tarde, se convertiría en un trotamundos del baloncesto formando parte de las plantillas del Olimpia Milano durante dos temporadas, FC Barcelona Lassa, Jiangsu Dragons, New Basket Brindisi, Partizán de Belgrado, CSP Limoges, Coosur Betis, Panionios BC y Chorale Roanne Basket. 
El 18 de abril de 2021, firma por el Hapoel Haifa B.C. de la Ligat Winner.
En verano de 2021, firma por el ZZ Leiden, pero días más tarde por trámites burocráticos se rompe el contrato que unía a ambas partes.
El 3 de septiembre de 2021, firma por los Libertadores de Querétaro de la Liga Nacional de Baloncesto Profesional de México.

## Estadísticas de su carrera en la NBA

### Temporada regular
| Año     | Equipo    | PJ  | PT | MPP  | %TC  | %3P  | %TL  | RPP | APP | ROB | TPP | PPP |
| ------- | --------- | --- | -- | ---- | ---- | ---- | ---- | --- | --- | --- | --- | --- |
| 2010–11 | Cleveland | 37  | 10 | 18.9 | .456 | .000 | .618 | 4.3 | 0.5 | 0.4 | 0.5 | 7.8 |
| 2011–12 | Cleveland | 54  | 0  | 15.3 | .455 | .000 | .701 | 3.3 | 0.4 | 0.4 | 0.4 | 5.4 |
| 2012-13 | Cleveland | 18  | 1  | 10.9 | .367 | .000 | .583 | 1.6 | .4  | .2  | .2  | 3.2 |
| Total   |           | 109 | 11 | 15.8 | .445 | .000 | .653 | 3.4 | .4  | .3  | .4  | 5.9 |